# Neti (divindade)
Na mitologia suméria, babilônica e acádia, Neti é um deus menor do submundo. Ele é o principal porteiro do Submundo e o servo da deusa Eresquigal. Neti aparece com destaque na lenda épica de "A Descida de Inana ao Submundo", quando ele abre os sete portões do reino e admite a deusa, removendo um emblema de seu poder no limiar de cada portão até que ela seja finalmente deixada nua e impotente.